# Фраймерсхайм (Пфальц)
Фраймерсхайм (нем. Freimersheim) — община в Германии, в земле Рейнланд-Пфальц.
Входит в состав района Южный Вайнштрассе. Подчиняется управлению Эденкобен. Население составляет 972 человека (на 31 декабря 2010 года). Занимает площадь 5,37 км².